# E-Periodica

E-Periodica Icon

E-Periodica ist eine von der ETH-Bibliothek betriebene Open-Access-Plattform für digitalisierte Zeitschriften sowie periodisch erscheinende Publikationen aus der Schweiz oder mit Bezug zur Schweiz. Die ETH-Bibliothek arbeitet dabei mit der Schweizerischen Nationalbibliothek als Kooperationspartner zusammen.

## Geschichte
Die Plattform wurde 2006 vom Konsortium der Schweizer Hochschulbibliotheken im Rahmen des Schweizer Innovations- und Kooperationsprojektes  e-lib.ch konzipiert. Zu Beginn lautete der Name des Angebotes retro.seals.ch – wobei seals für das Teilprojekt Swiss Electronic Academic Library Service stand. Im Jahr 2016 erfolgten ein Redesign des Webauftritts sowie die Umbenennung von retro.seals.ch zu E-Periodica.

| Zeitpunkt   | Zeitschriften | Artikel | Seiten    |
| ----------- | ------------- | ------- | --------- |
| 2017 Juli   | 266           |         | 6'000'000 |
| 2020 Januar | 657           |         |           |
| 2021 Januar | 723           | 850'389 | 8'169'181 |
| 2022 Januar | 823           | 922'767 | 9'108'591 |
| 2023 Januar | 904           | 962'183 | 9'861'534 |

## Bestand
Das Themenspektrum umfasst beispielsweise Naturwissenschaften, Architektur, Mathematik, Geschichte, Geografie, Kunst und Kultur sowie Umwelt- und Sozialpolitik. Die Zeitschriften werden in der ETH-Bibliothek digitalisiert und die digitalen Daten für die Online-Präsentation aufbereitet. Die Inhalte stehen mit Volltext zur Verfügung und können als PDF heruntergeladen werden. Alle Zeitschriften auf der Plattform sind frei zugänglich. Je nach Vereinbarung mit dem jeweiligen Herausgeber kann für neuere Ausgaben eine Sperrfrist von bis zu maximal fünf Jahren bestehen.
Im Januar 2023 hatte E-Periodica einen Umfang von 904 aufgeschalteten Zeitschriften mit insgesamt rund 9,9 Millionen Seiten.